# Agua Escondida, La Grandeza
Agua Escondida är en ort i Mexiko.   Den ligger i kommunen La Grandeza och delstaten Chiapas, i den sydöstra delen av landet, 900 km sydost om huvudstaden Mexico City. Agua Escondida ligger 2 546 meter över havet och antalet invånare är 272.
Terrängen runt Agua Escondida är bergig åt sydost, men åt nordväst är den kuperad. Runt Agua Escondida är det ganska tätbefolkat, med 96 invånare per kvadratkilometer. Närmaste större samhälle är El Porvenir de Velasco Suárez, 7,7 km väster om Agua Escondida. I omgivningarna runt Agua Escondida växer huvudsakligen savannskog.